# Osama
Osama – afgańsko-irlandzko-japoński film fabularny z 2003 roku w reżyserii Siddiqa Barmaka. Obraz zdobył Złoty Glob za najlepszy film nieanglojęzyczny.
Historia kobiety, żyjącej z podeszłą matką i nastoletnią córką. Gdy władzę w Afganistanie przejmują talibowie i wprowadzają ostre restrykcje wobec kobiet, panie tracą możliwość utrzymania się. Postanawiają przebrać dziewczynkę za chłopca.

## Obsada
- Marina Golbahari jako Osama
- Zubaida Sahar jako Matka
- Arif Herati jako Espandi
- Mohamad Nader Khadjeh
- Mohamad Haref Harati
- Gol Rahman Ghorbandi
- Khwaja Nader
- Hamida Refah

## Nagrody
lista niepełna
- Międzynarodowy Festiwal Filmowy w Cannes – 3 nagrody dla Siddiq Barmak
- Złote Globy – najlepszy film zagraniczny
- Nagroda Młodych Artystów – najlepszy film zagraniczny